# Fond du Sac
 (juin 2024).
Si vous disposez d'ouvrages ou d'articles de référence ou si vous connaissez des sites web de qualité traitant du thème abordé ici, merci de compléter l'article en donnant les références utiles à sa vérifiabilité et en les liant à la section « Notes et références ».
Fond du Sac est un village de l'île Maurice dépendant du district de Pamplemousses au nord de l'île. Il comptait 5 186 habitants en 2011.

## Géographie
Il est relié par la route à Port-Louis, la capitale, et de l'autre à Flacq et Mahébourg. Les villages les plus proches sont Triolet et Plaine des Papayes. Il est proche également des plages du nord, comme celle de Mont-Choisy que l'on atteint en voiture en huit minutes.

## Description
Le village est connu par son marché pittoresque du dimanche matin. Il possède de petits commerces, des restaurants et une station-essence, ainsi qu'une poste, une banque et une joaillerie, ces dernières étant situées au Dallas Building.
Le groupe musical Bhojuri Boys est originaire de Fond du Sac.

## Histoire
C'est en 1836 qu'est fondée une plantation sucrière appartenant à MM. Bellisle et Vacher sur 189 arpents. Entre 1844 et 1870, la propriété appartient aux frères Félix et Théophile Lionnet. Elle s'agrandit à 477 arpents. L'usine sucrière est fermée en 1866. En 1870, le domaine est parcellisé et revendu. Monsieur Francis Pitot en achète la plus grande partie. Cela va donner naissance au domaine de Belle Vue, avec aujourd'hui un hameau attenant.
Le village de Fond du Sac est formé administrativement en 1947. Une école est ouverte en 1948, et reconstruite en 1953.

## Personnalité
- Ram Etwareea (1958-), journaliste, y est né.

## Source
- (en) Cet article est partiellement ou en totalité issu de l’article de Wikipédia en anglais intitulé « Fond du Sac » (voir la liste des auteurs).